# 소말리어 위키백과

소말리어 위키백과는 소말리어로 운영되는 위키백과이다. 기호는 so이다.